# SN 2010cz
SN 2010cz – supernowa odkryta 15 maja 2010 roku w galaktyce A224058-0703. W momencie odkrycia miała maksymalną jasność 17,80m.